# 19. Panzer-Division
19. Panzer-Division var en pansardivision i den tyska armén under andra världskriget. Divisionen bildades genom att 19. Infanterie-Division i november 1940 omorganiserades till pansardivision.
Divisionen deltog i invasionen av Sovjetunionen och stred i den centrala delen av fronten. I december 1942 transporterades den till den södra delen av krigsskådeplatsen och pressades där tillbaka genom Ukraina och Polen för att avsluta kriget i Tjeckoslovakien.

## Befälhavare[1]
- Generalleutnant Otto von Knobelsdorff (1 nov 1940 - 5 jan 1942)
- Generalleutnant Gustav Schmidt (5 jan 1942 - 7 aug 1943)
- Generalmajor Hans Källner (7 aug 1943 - 28 mars 1944)
- Oberst Walter Denkert (28 mars 1944 - ? maj 1944)
- Generalleutnant Hans Källner (? maj 1944 - 22 mars 1945)
- Generalmajor Hans-Joachim Deckert (22 mars 1945 - 8 maj 1945)

## Organisation
- 1943
- Divisionsstab
- 27. Panzer Regiment
- 73. Panzer Grenadier Regiment
- 74. Panzer Grenadier Regiment
- 19. pansarjägarbataljonen
- 19. spaningsbataljonen
- 19. Panzer Artillerie Regiment
- 272. pansarluftvärnsbataljonen
- 19. pansarpionjärbataljonen
- 19. pansarsignalbataljonen
- 19. pansarreservbataljonen
- tyg- och trängförband